# トム・エシェルマン
トーマス・ダーウィン・エシェルマン (Thomas Darwin Eshelman, 1994年6月20日 - )は、アメリカ合衆国カリフォルニア州カールスバッド出身の元プロ野球選手（投手）。右投右打。

## 経歴

### プロ入り前
高校時代は投手と捕手を兼任していた。2012年のMLBドラフトで指名がなかったため、カリフォルニア州立大学フラトン校に進学し、大学からは投手に専念した。

### プロ入りとアストロズ傘下時代
2015年のMLBドラフト2巡目（全体46位）でヒューストン・アストロズから指名され、プロ入り。傘下のルーキー級ガルフ・コースト・リーグ・アストロズでプロデビューし、8月にA級クアッドシティーズ・リバーバンディッツに昇格。2チーム合計で4試合に先発登板して0勝1敗、防御率4.35、8奪三振を記録した。

### フィリーズ傘下時代
2015年12月12日にケン・ジャイルズ、ジョナサン・アラウスとのトレードで、マーク・アペル、ビンス・ベラスケス、ブレット・オーバーホルツァー、ハロルド・アラウスと共にフィラデルフィア・フィリーズへ移籍した。
2016年は傘下のA+級クリアウォーター・スレッシャーズで開幕を迎え、シーズン途中にAA級レディング・ファイティン・フィルズに昇格。2チーム合計で24試合に先発登板して9勝7敗、防御率4.25、119奪三振を記録した。
2017年はAA級レディングで開幕を迎え、5月にAAA級リーハイバレー・アイアンピッグスに昇格。2チーム合計で23試合に先発登板して13勝3敗、防御率2.40、102奪三振の好成績を記録した。
2018年はAAA級リーハイバレーで27試合（先発26試合）に登板したが、3勝13敗、防御率5.84、104奪三振と前年から一転して不振に陥った。
2019年はAA級レディングで開幕を迎え、シーズン途中にAAA級リーハイバレーに昇格した。

### オリオールズ時代
2019年6月10日にインターナショナル・ボーナス・プール（海外選手契約金枠）とのトレードで、ボルチモア・オリオールズへ移籍した。移籍後は傘下のAAA級ノーフォーク・タイズで3試合に先発登板し、7月1日にメジャーに昇格した。同日のタンパベイ・レイズ戦でメジャーデビューを果たした。9月2日にDFAとなり、5日にマイナー契約となった。この年はメジャーで10試合（先発4試合）に登板して1勝2敗、防御率6.50、22奪三振を記録した。
2020年7月31日にメジャー契約を結んでアクティブ・ロースター入りした。この年はメジャーで12試合（先発4試合）に登板して3勝1敗、防御率3.89、16奪三振を記録した。オフの11月25日にDFAとなり、12月2日にマイナー契約となった後、3日にFAとなった。
その後、2021年1月にオリオールズとマイナー契約で再契約した。シーズンでは6月18日にメジャー契約を結んでアクティブ・ロースター入りした。8月1日にDFAとなり、3日にマイナー契約でAAA級ノーフォークへ配属された。9月19日に再びメジャー契約を結んでアクティブ・ロースター入りした。この年メジャーで9試合（先発6試合）に登板して0勝3敗、防御率7.16、11奪三振を記録した。レギュラーシーズン終了後の10月23日にマイナー契約でAAA級ノーフォークへ配属された後、25日にFAとなった。

### パドレス傘下時代
2022年3月21日にサンディエゴ・パドレスとマイナー契約を結んだ。メジャー昇格の機会はなく、オフの10月18日に自由契約となった。

### 現役引退後
2023年から、パドレス傘下A級レイクエルシノア・ストームの投手コーチに就任した。2024年からは傘下A+級フォートウェイン・ティンキャップスの投手コーチに昇格。

## 詳細情報

### 年度別投手成績
| 年 度    | 球 団    | 登 板 | 先 発 | 完 投 | 完 封 | 無 四 球 | 勝 利 | 敗 戦 | セ 丨 ブ | ホ 丨 ル ド | 勝 率 | 打 者 | 投 球 回 | 被 安 打 | 被 本 塁 打 | 与 四 球 | 敬 遠 | 与 死 球 | 奪 三 振 | 暴 投 | ボ 丨 ク | 失 点 | 自 責 点 | 防 御 率 | W H I P |
| -------- | -------- | ----- | ----- | ----- | ----- | -------- | ----- | ----- | -------- | ----------- | ----- | ----- | -------- | -------- | ----------- | -------- | ----- | -------- | -------- | ----- | -------- | ----- | -------- | -------- | ------- |
| 2019     | BAL      | 10    | 4     | 0     | 0     | 0        | 1     | 2     | 0        | 0           | .333  | 164   | 36.0     | 47       | 12          | 11       | 1     | 1        | 22       | 0     | 0        | 31    | 26       | 6.50     | 1.61    |
| 2020     | BAL      | 12    | 4     | 0     | 0     | 0        | 3     | 1     | 0        | 0           | .750  | 143   | 34.2     | 34       | 7           | 9        | 0     | 1        | 16       | 1     | 0        | 17    | 15       | 3.89     | 1.24    |
| 2021     | BAL      | 9     | 6     | 0     | 0     | 0        | 0     | 3     | 0        | 1           | .000  | 126   | 27.2     | 34       | 6           | 10       | 0     | 1        | 11       | 0     | 0        | 22    | 22       | 7.16     | 1.59    |
| MLB：3年 | MLB：3年 | 31    | 14    | 0     | 0     | 0        | 4     | 6     | 0        | 1           | .400  | 433   | 98.1     | 125      | 25          | 30       | 1     | 3        | 49       | 1     | 0        | 70    | 63       | 5.77     | 1.48    |

- 2021年度シーズン終了時

### 背番号
- 32（2019年）
- 73（2020年 - 2021年）